# بن ريفيز
بن ريفيز (بالإنجليزية: Ben Reeves) (19 نوفمبر 1991 في المملكة المتحدة - ) هو لاعب كرة قدم بريطاني في مركز الوسط. شارك مع منتخب أيرلندا الشمالية لكرة القدم. أما مع النوادي، فقد لعب مع ميلتون كينز دونز ونادي ساوثهامبتون وداغنهام وريدبريدج ونادي ساوثيند يونايتد.

## مسيرته الكروية
لعب بن ريفيز خلال مسيرته الاحترافية مع 5 أندية في اثنا عشر موسمًا وسجل خلالها 33 هدفًا ضمن 205 مباراة. ولم يفز بأي موسم بالكأس أو بالدوري.
خاض بن ريفيز مسيرته مع نادي ساوثهامبتون في موسم 2010–11 واستمر معه طيلة ثلاثة مواسم، مشاركًا في 5 مباريات ولم يسجل أي هدف. ثم انتقل إلى داغنهام وريدبريدج في موسم 2011–12 لمدة موسم واحد، حيث شارك في 5 مباريات ولم يسجل أي هدف أيضًا. لينتقل بعدها إلى نادي ساوثيند يونايتد في موسم 2012–13 لمدة موسم واحد، مشاركًا في 10 مباريات سجل خلالها هدفًا واحدًا. ثم انتقل إلى نادي ميلتون كينز دونز في موسم 2013–14 في المرة الأولى ليلعب معه أربعة مواسم ثم في موسم 2019–20 لمدة موسم واحد، مشاركًا طوالها في 127 مباراة سجل خلالها 25 هدفًا. هذا وانتقل لاحقًا إلى نادي تشارلتون أثلتيك في موسم 2017–18 ولمدة موسمين، مشاركًا في 58 مباراة سجل خلالها 7 أهداف.

## وصلات خارجية
- بن ريفيز على موقع قاعدة بيانات كرة القدم.إي يو (الإنجليزية)
- بن ريفيز على موقع ناشيونال فوتبول تيمز (الإنجليزية)
- بن ريفيز على موقع Soccerbase.com (لاعب) (الإنجليزية)
- بن ريفيز على موقع Soccerway.com (الإنجليزية)
- بن ريفيز على موقع عالم كرة القدم.نت (الإنجليزية)
- بن ريفيز على موقع AS.com (الإسبانية)